# Hubert Pepper
Hubert Pepper, född 1928, död 2 juli 1985, var en walesisk (brittisk) konstnär. Vanliga motiv i Hubert Peppers produktion var förhistorisk natur och konst, till exempel omslaget till Björn Kurténs roman  Den svarta tigern om Norden för 30 000 år sedan. Han var den förste att uppmärksamma forskarvärlden på att en rad fläckar (engelska ”Pepper’s patches”) i pälsen hos hondjur i vissa underart av ren avbildades av förhistoriska paleolitiska konstnärer för 19 000 till 10 000 år sedan. Han framkastade hypotesen att stenålderns bildmålare avsiktligt använde de iögonfallande fläckarna som mytisk eller magisk symbol för kvinnligt kön.

## Tryck skrift
”’Pepper's patches’ on Rangifer pelage”, Rangifer volym 6 1986.